# Zaagmolensloot

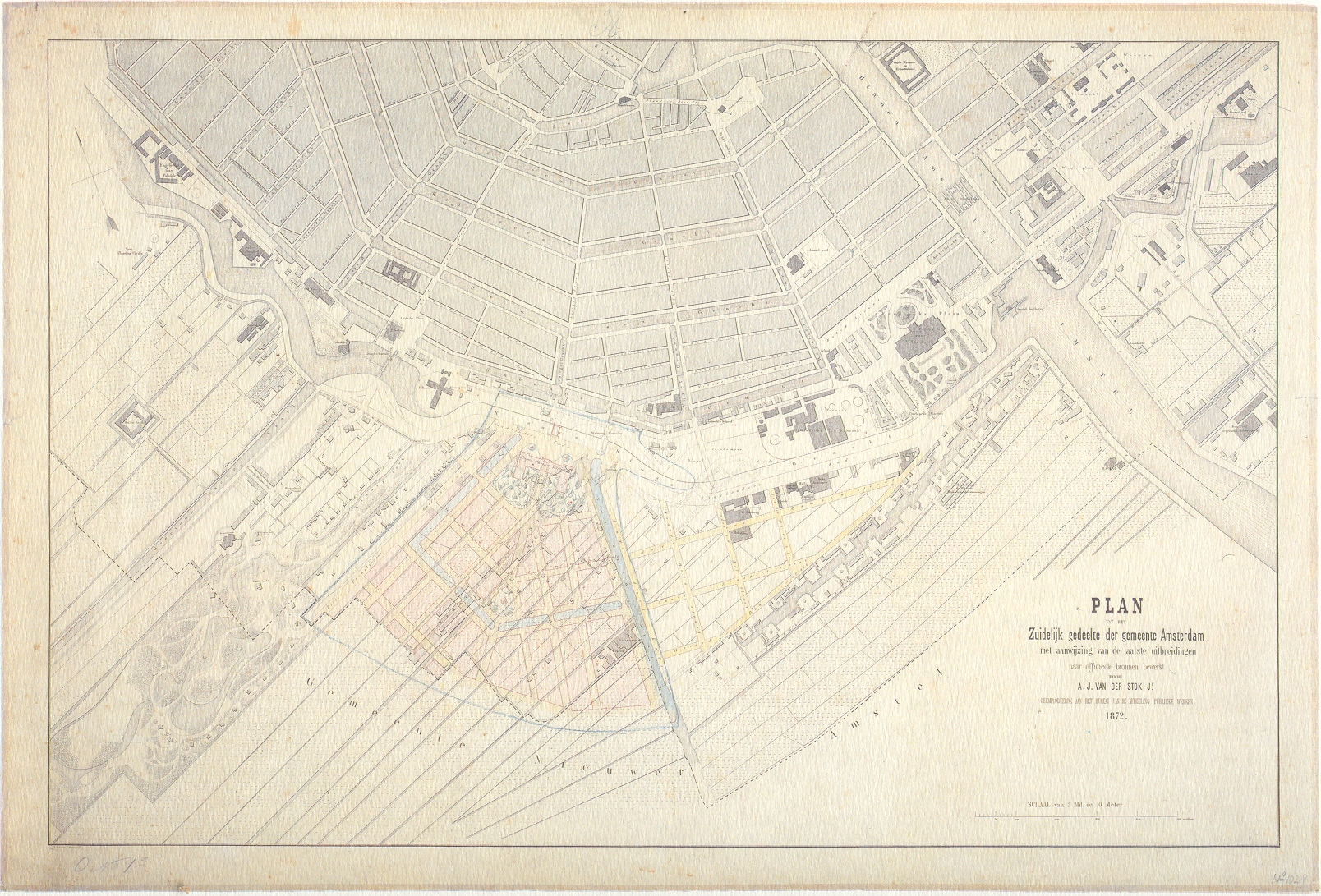
Op dit niet uitgevoerde uitbreidingsplan uit 1872 is de Zaagmolensloot rechts van het midden goed te zien.

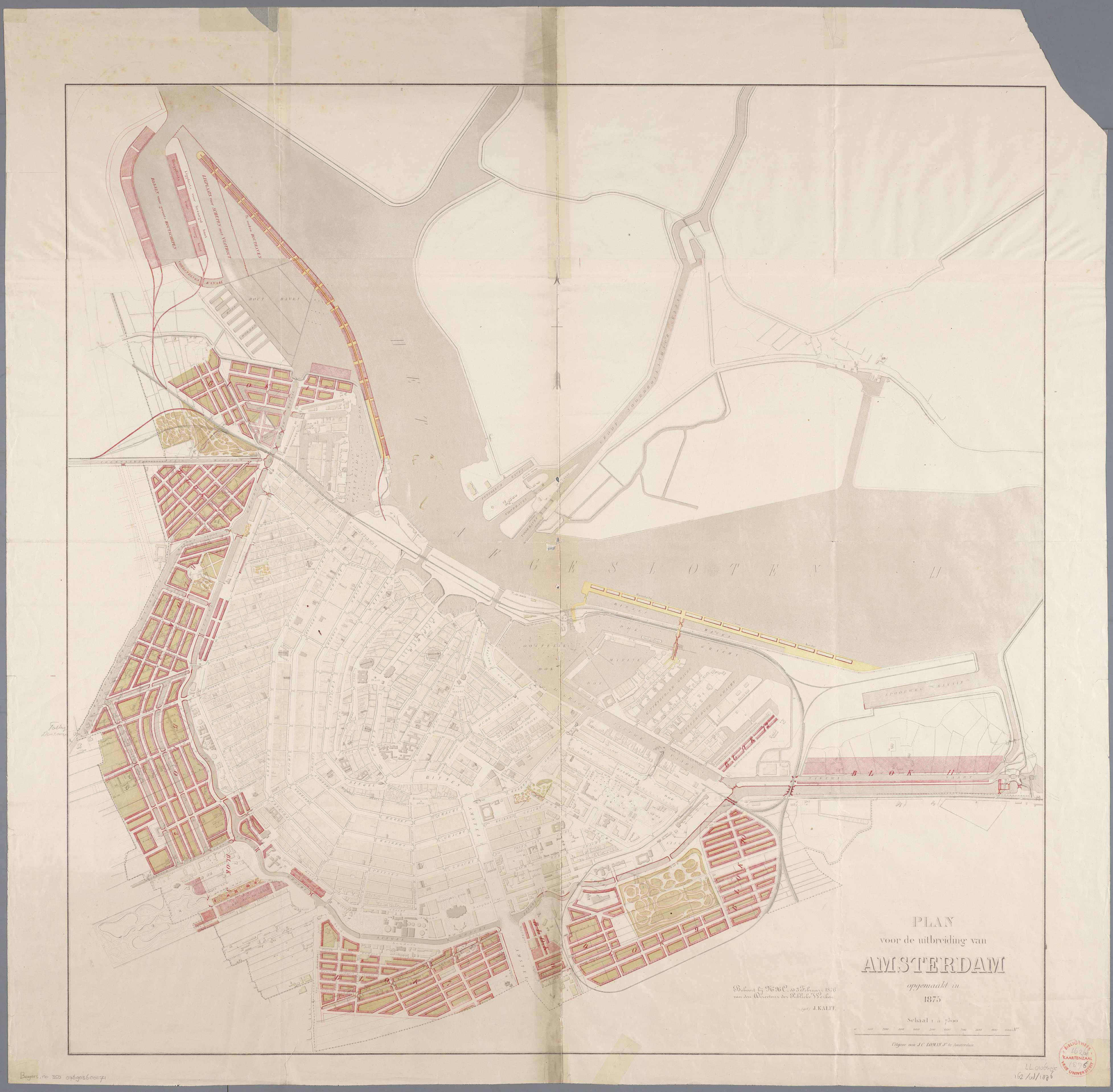
Het Uitbreidingsplan uit 1875 van Jan Kalff. De voormalige Zaagmolensloot ligt in het zuidelijkste uitbreidingsgebied.

De Zaagmolensloot was een vaart in Amsterdam, ten zuiden van de Singelgracht, ten noorden van de grens met Nieuwer Amstel. De vaart was gelegen in de Binnendijkse Buitenveldertsepolder tussen de Amstel en de Boerenwetering en lag waar zich nu de Hemonylaan en Albert Cuypstraat bevinden.
Oorspronkelijk was het gebied ten zuiden van de stadsgrens van Amsterdam een buitengebied waar zich boerderijen en tuinderijen bevonden en voorts buitenverblijven van rijke Amsterdammers maar ook herbergen en pleziertuinen waar bezoekers van de stad konden verblijven of verpozen.
Op 26 december 1638 verleenden de burgemeesters van Amsterdam het vrije gebruik van zestien molenwerven langs de Zaagmolensloot; ze werden aangeduid met de letters van het alfabet. Langs een bestaande kavelsloot uit de ontginningsperiode tussen de Amstel en de Boerenwetering kwamen er een zestiental molenwerven met bijbehorende zaagmolens, aangeduid met een opvolgende letter van het alfabet, zoals bijvoorbeeld "de Arent", de "Bouwlust", "de Kieviet" en "de Ouwerkerck". De hierdoor ontstane "Zaagmolensloot" had een eigen doorvaart naar de Amstel met een sluisje dat bij een extreem hoge waterstand gesloten werd, dit tot ongenoegen van de molenaars. Een aantal molens werd in de tweede helft van de 19e eeuw afgebroken en soms vervangen door een stoommachine, zoals de Bouwlust die werd omgebouwd tot stoomzagerij.
Volgens het Uitbreidingsplan uit 1877 van Jan Kalff werd het gebied tussen de Singelgracht en de grens met Nieuwer-Amstel (ten zuiden van de Ceintuurbaan), bestemd voor stadsuitbreiding. De gemeente wilde de gehele Zaagmolensloot dempen maar moest tot 1883 onteigeningsprocedures voeren omdat de molenaars fel tegen waren. Ook zou het gehele gebied met puin worden opgehoogd van polderpeil naar 2 voet boven Amsterdams peil.
Omdat de houtzagerijen door de oprukkende woningbouw opgesloten dreigden te raken, staakten de molenaars hun verzet en besloot de gemeente toch tot demping. Een andere reden die voor demping pleitte was de stank en vervuiling in het stilstaande water met het gevaar voor ziekten. De sloot was niet al te diep; het is bekend dat baldadige jongelui de sloot weleens met zand uit de omgeving hadden afgesloten ter hoogte van de Eerste van der Helststraat en zo konden oversteken.
Uiteindelijk werd de Zaagmolensloot in een aantal fasen gedempt. Men begon rond 1880 vanuit het westen bij de latere Frans Halsstraat tot de Ferdinand Bolstraat. Daarna begon men vanaf de oostelijke kant en rond 1890 was de gehele Zaagmolensloot gedempt en waren de molens op een na allemaal verdwenen. Daarbij moest er een nieuwe afvoer worden geregeld, niet meer naar de Amstel, maar naar de Stadhouderskade, via de latere Van Woustraat. Om de inmiddels bewoonde delen van nieuwe woonwijk De Pijp een verbinding met de stad te geven verscheen een noodbrug ter hoogte van de 1e Sweelinckstraat over de vaart. In 1889 verdwenen de voorlaatste molens "de Kraay" en "de Nachtegaal" terwijl de laatste molen "de Ooyevaar" nog tot 1892 bleef staan.
Het Noordelijke Zaagmolenpad werd in 1872 de Gerard Doustraat en het Zuidelijke Zaagmolenpad in 1874 de Govert Flinckstraat. Op de plaats van de Zaagmolensloot verscheen in 1883 de Albert Cuypstraat en ten oosten van de van Woustraat in 1891 de Hemonylaan.